# Jig
La jig est une forme de danse folklorique se dansant principalement sur une mesure ternaire. Elle s'est développée au XVIe siècle en Angleterre et a été rapidement adoptée par le continent où elle a fini par devenir le mouvement final de la suite baroque avec la gigue française et la giga espagnole et italienne. Aujourd'hui, on associe plutôt la jig à la danse allemande et à la danse française. Initialement, le nombre de temps par mesure dans la jig était pair, mais la danse a été adaptée à d'autres types de mesure.

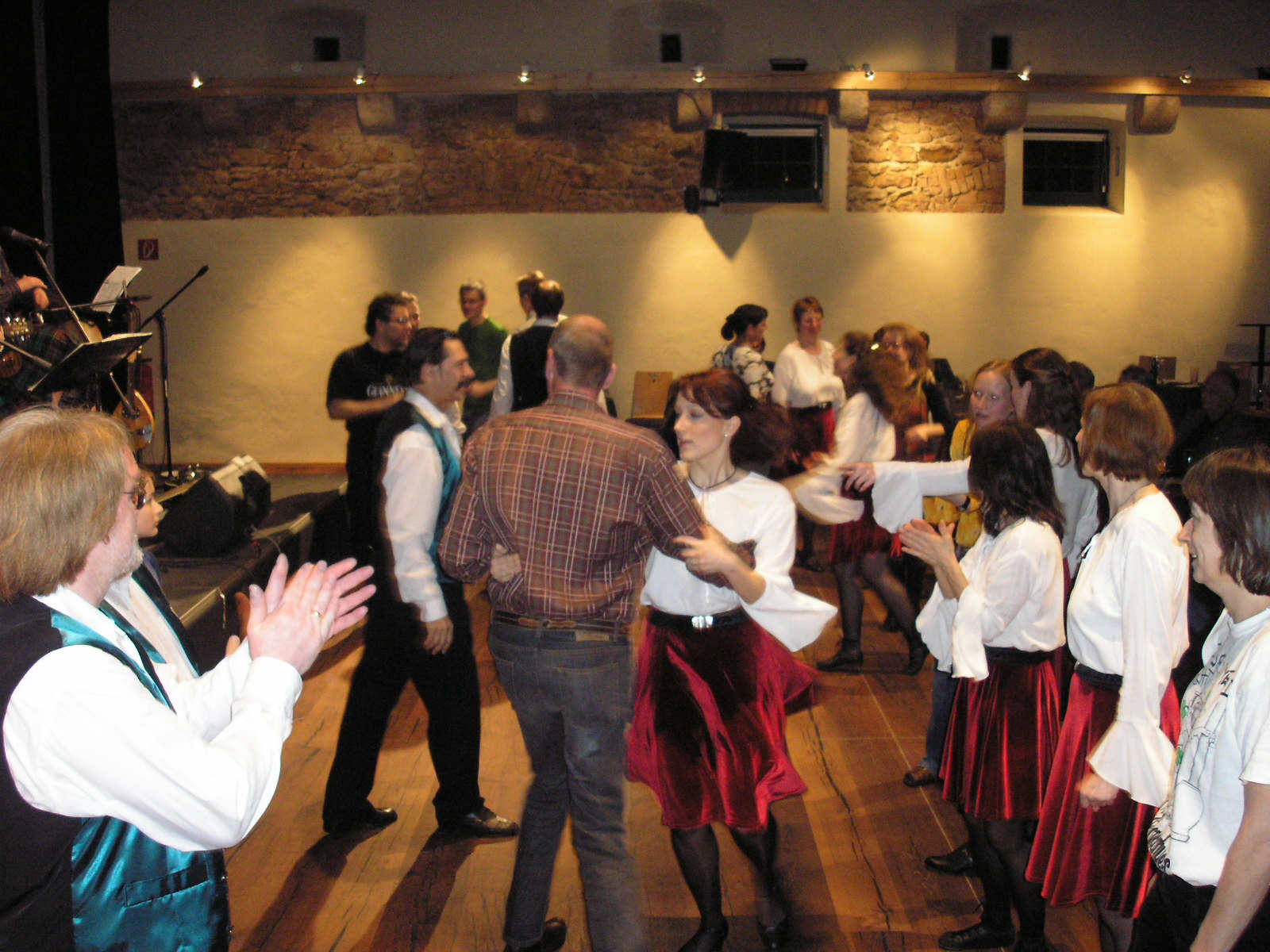

## Origines
Le terme jig vient probablement du mot français « giguer » signifiant sauter ou bien du mot italien giga. À ses débuts, la jig était principalement dansée en 
. Aujourd'hui, la musique accompagnant la jig utilise plutôt des mesures à 
 ou parfois à 
.
Après avoir été développée en Angleterre, la jig est adoptée au XVIIe siècle en Irlande et en Écosse, où elle est adaptée à la culture locale. Elle y devient alors l'une des danses les plus populaires.

## Structure
La jig est le plus souvent composée de deux parties de huit mesures chacune. Comme souvent dans la musique Irlandaise, plusieurs jigs différentes peuvent être jouées à l'affilée, sans interruption entre chacune d'elles.

## Light jig
La light jig est la plus rapide des jigs. Elle est dansée en soft shoes (ghillies) sur une musique en 
. La danse étant extrêmement rapide, elle donne une impression très aérienne, comme si les pieds du danseur ne touchaient presque jamais le sol. Bien qu'il existe de nombreux pas de light jig, ceux-ci variant d'une école de danse à l'autre, le rise and ground reste le pas le plus utilisé.

### Rise and ground
Le rise and ground se danse presque intégralement sur la pointe des pieds et est très aérien. Il peut se décomposer ainsi : 
- 1er temps : On se met tout d'abord en appui sur la jambe gauche en tendant la jambe droite en avant. Sur la première croche du temps, on saute sur le pied gauche. Tout en ramenant la jambe droite derrière la jambe gauche, on saute sur le pied gauche une seconde fois sur la troisième croche du temps.
- 2e temps : On pause le pied droit derrière le pied gauche sur la première croche du temps. On tend alors la jambe gauche en avant puis on saute sur le pied droit sur la troisième croche du temps tout en ramenant la jambe gauche derrière la jambe droite.
- 3e temps : On pause le pied gauche derrière le pied droit sur la première croche du temps. Ensuite, on pause alternativement le pied droit puis le pied gauche sur la deuxième et la troisième croche du temps.
- 4e temps : On pause le pied droit sur la première croche du temps puis on se met en position pour recommencer le pas mais cette fois-ci en prenant appuis au début sur la jambe droite[4].

## Slip jig
La slip jig se danse sur une musique en 
. En raison de la longueur de la mesure, elle est plus longue qu'un reel ou qu'une light jig avec le même nombre de mesures. Elle se danse sur la pointe des pieds, et est souvent considérée comme le "ballet de la danse irlandaise" en raison des gracieux mouvements qui donnent l'illusion que les danseurs glissent sur le sol.

## Single jig
La single jig ne doit pas être confondue avec la slip jig. C'est la moins répandue des jig, dansée en ghillies, la plupart du temps en 
 et plus rarement en 
.

## Treble jig
La treble jig, appelée également heavy jig, hard jig, ou encore double jig est dansée en hard shoes (claquettes) sur une mesure en 
. Elle se caractérise par des sauts appuyés et sonores (stamps), des "trebles" ou pas battus et des "clicks".
Voici quelques exemples de treble jigs :
- Drunken Gauger
- Blackthorn Stick